# یوناتان بورکارت
یوناتان میشائل بورکارت (زاده ۱۱ ژوئیه ۲۰۰۰) بازیکن فوتبال آلمانی است که در پست مهاجم برای باشگاه حاضر در بوندس‌لیگا، ماینتس ۰۵ بازی می‌کند.

## آمار بازی‌های حرفه‌ای
تا تاریخ ۱ ژوئن ۲۰۲۱
| باشگاه    | فصل     | لیگ       | لیگ  | لیگ | جام  | جام | دیگر | دیگر | جمع  | جمع |
| باشگاه    | فصل     | لیگ       | بازی | گل  | بازی | گل  | بازی | گل   | بازی | گل  |
| --------- | ------- | --------- | ---- | --- | ---- | --- | ---- | ---- | ---- | --- |
| ماینتس ۰۵ | ۱۹–۲۰۱۸ | بوندسلیگا | ۴    | ۰   | ۰    | ۰   | -    | -    | ۴    | ۰   |
| ماینتس ۰۵ | ۲۰–۲۰۱۹ | بوندسلیگا | ۸    | ۱   | ۱    | ۰   | -    | -    | ۹    | ۱   |
| ماینتس ۰۵ | ۲۱–۲۰۲۰ | بوندسلیگا | ۲۹   | ۲   | ۲    | ۰   | -    | -    | ۳۱   | ۲   |
| مجموع     | مجموع   | مجموع     | ۴۱   | ۳   | ۳    | ۰   | ۰    | ۰    | ۴۴   | ۳   |